# Ulla Brudin
Ulla Sylvesta Brudin, född 27 juni 1915 i Grebbestad i Bohuslän, död 20 augusti 1994 i Tanums församling, var en svensk konstnär och teckningslärare.
Hon var dotter till ingenjören Hjalmar Brudin och Maria Hansson. Brudin studerade vid Tekniska skolan i Stockholm och för Nils Nilsson vid Valands målarskola i Göteborg 1944–1948 samt under studieresor till Frankrike. Hon medverkade i Decemberutställningarna på Göteborgs konsthall, och hon medverkade även i opponentutställningen som anordnades av Valands på Palladiumbiografen i Göteborg 1948. Bland hennes arbeten märks porträttet av författaren Ebba Lindqvist. Vid sidan av sitt eget skapande var hon verksam som teckningslärare vid Göteborgs yrkesskolor.